# Groupe de NGC 7448
Selon A.M. Garcia, le groupe de NGC 7448 comprend au moins huit galaxies, peut-être neuf selon d'autres sources en incluant NGC 7463, situées dans la constellation de Pégase. La distance moyenne entre ce groupe et la Voie lactée est d'environ 25,0 Mpc (∼81,5 millions d'al). En incluant la galaxie NGC 7463, la distance du groupe devient environ 24,4 Mpc (∼79,6 millions d'al), une légère différence.
Toutes les galaxies de ce groupe, sauf NGC 7463, sont de faible émettrice de rayon X.

## Membres
Le tableau ci-dessous liste les huit galaxies du groupe indiquées dans l'article de A.M. Garcia paru en 1993, ainsi que la galaxie NGC 7463, incluse par d'autres sources (voir NGC 7463) dans la dernière ligne.
| Nom       | Class.         | Type                     | α (J2000.0)      | δ (J2000.0)     | Vitesse radiale (km/s) | m     | Distance (Mpc) | Diamètre (kal) |
| --------- | -------------- | ------------------------ | ---------------- | --------------- | ---------------------- | ----- | -------------- | -------------- |
| NGC 7448  | SA(rs)bc       | Spirale                  | 23h 00m 03.5647s | 15° 58′ 49.477″ | 2194 ± 1               | 11,7  | 27,0 ± 1,9     | 63             |
| NGC 7454  | E4             | Elliptique               | 23h 01m 06.5027s | 16° 23′ 18.618″ | 2022 ± 5               | 11,8  | 24,4 ± 1,8     | 63             |
| NGC 7464  | E1 pec?        | Elliptique particulière  | 23h 01m 53.6922s | 15° 58′ 25.338″ | 1864 ± 1               | 13,3  | 22,1 ± 1,6     | 21             |
| NGC 7465  | (R')SB0^0?(s)? | Lenticulaire             | 23h 02m 00.9607s | 15° 57′ 53.179″ | 1979 ± 2               | 12,6  | 23,8 ± 1,7     | 37             |
| NGC 7468  | E3? pec        | Elliptique               | 23h 02m 59.2606s | 16° 36′ 18.374″ | 2088 ± 2               | 13,7  | 25,4 ± 1,8     | 25             |
| UGC 12313 | Im?            | irrégulière magellanique | 23h 01m 53.6168s | 16° 04′ 04.282″ | 2028 ± 1               | ?     | 24,5 ± 1,8     | 54             |
| UGC 12321 | Sbc            | Spirale                  | 23h 02m 18.9175s | 16° 01′ 38.706″ | 2164 ± 1               | 14,21 | 26,5 ± 1,9     | 61             |
| UGC 12350 | Sm             | Spirale magellanique     | 23h 05m 20.1165s | 16° 51′ 59.856″ | 2136 ± 1               | 12,10 | 26,1 ± 1,9     | 61             |
| NGC 7463  | SABb?          | Spirale intermédiaire    | 23h 01m 51.9576s | 15° 58′ 54.753″ | 2345 ± 2               | 13,2  | 29,2 ± 2,1     | 94             |

Le site DeepskyLog permet de trouver aisément les constellations des galaxies mentionnées dans ce tableau ou si elles ne s'y trouvent pas, l'outil du site constellation permet de le faire à l'aide des coordonnées de la galaxie. Sauf indication contraire, les données proviennent du site NASA/IPAC.